# Galeón Tetieno Petroniano
Galeón Tetieno Petroniano (en latín, Galeo Tettienus Petronianus) fue un senador romano que desarrolló su cursus honorum en la segunda mitad del siglo I, bajo Claudio, Nerón y la Dinastía Flavia.

## Origen y familia
Natural de Asís (Italia) en Umbría, era hijo de Galeón Tetieno Severo y hermano de Tito Tetieno Sereno consul suffectus en 81. 

## Carrera
Su único cargo conocido fue el consul suffectus entre octubre y diciembre de 76, bajo Vespasiano.

## descendencia
Su hijo adoptivo fue Galeón Tetieno Severo Marco Epuleyo Próculo Tiberio Cespio Hispo, consul suffectus en 102 o 103, bajo Trajano.